# Инари-саамская Википедия
Инари-саамская Википедия (инари-саам. Anarâškielâlâš Wikipedia) — раздел Википедии на инари-саамском языке.

## История

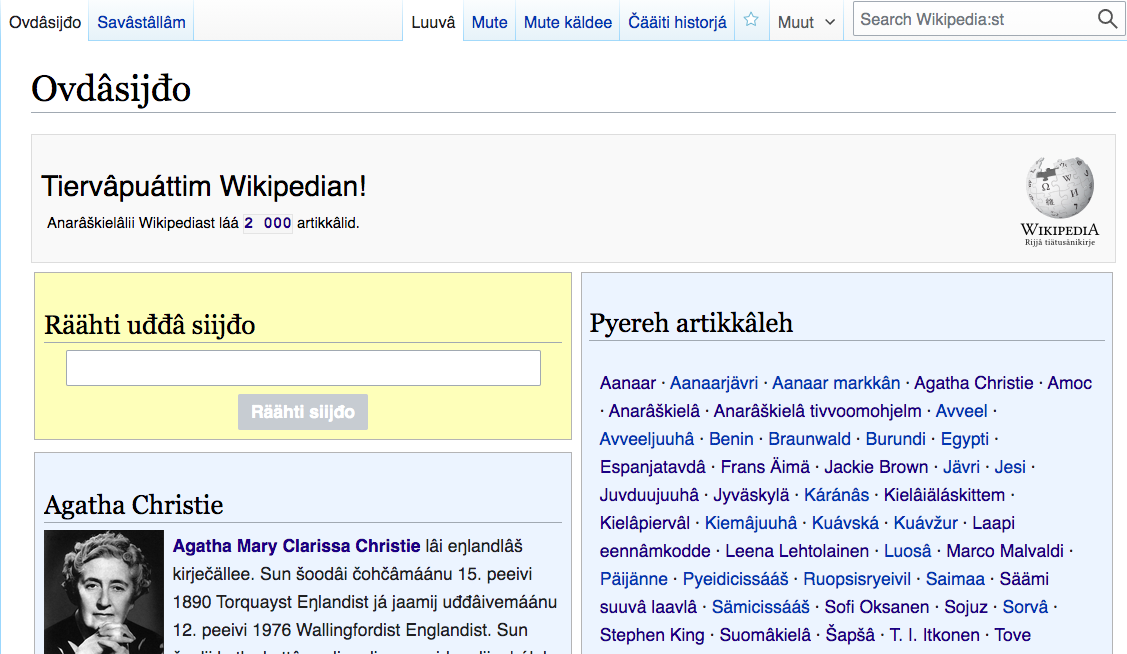
31 декабря 2020 года в разделе появилась 2000-я статья.

Перед выходом раздела из Инкубатора в нём насчитывалось 1166 статей. Инари-саамская Википедия была создана 19 октября 2020 года. 18 ноября 2020 года в разделе присутствовали 1802 статьи (241-е место среди всех Википедий). В марте 2021 года была написана 2600-я статья, что позволило подняться на 226-е место среди всех разделов Википедии на языках. По состоянию на 2021 год одним из самых активных пользователей Википедии на инари-саамском языке являлся Фабрицио Брецциароли. 17 февраля 2023 года в Инари-саамской Википедии появилась 5000-я статья.
Как отмечает редактор раздела Фабрицио Брецциароли, большое внимание уделяется молодым людям и студентам из университета Оулу и Саамского института, которые участвуют в развитии Википедии на инари-саамском языке (всего языком владеет ориентировочно 400—450 человек).

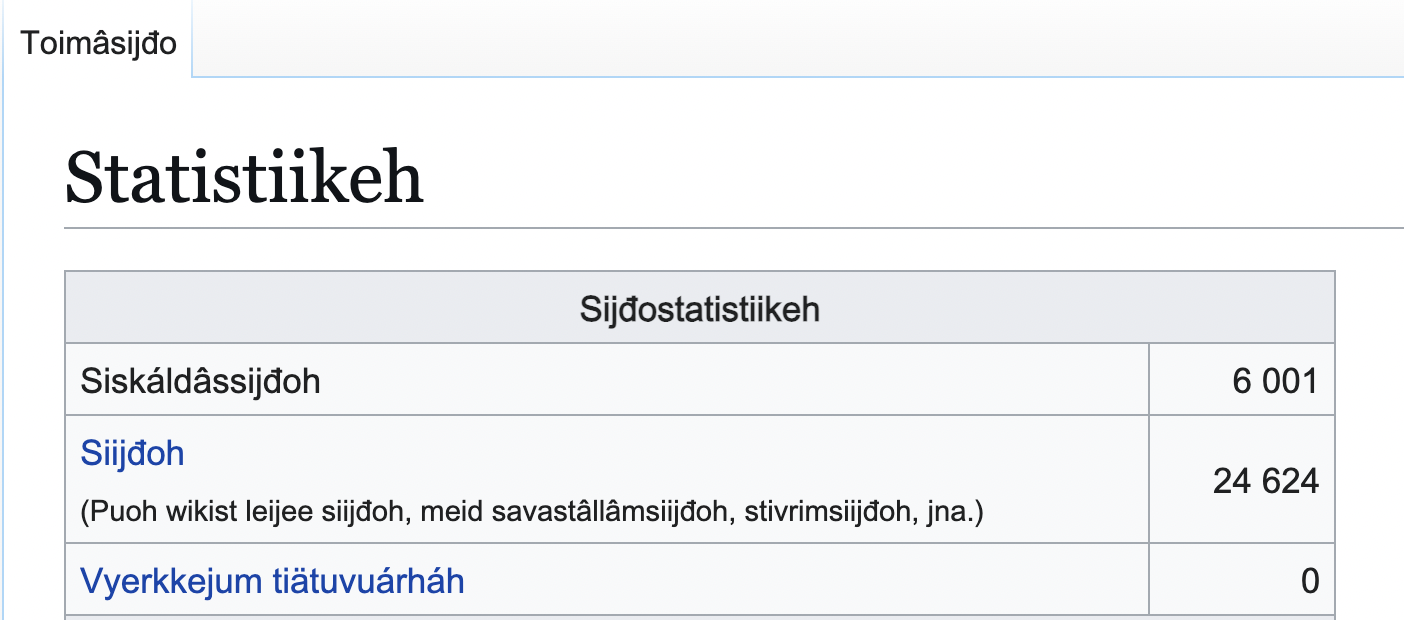
20 ноября 2024 года Инари-саамская Википедия достигла отметки в 6000 статей.

## Статистика
На 20 марта 2025 года в данном разделе насчитывалось 6112 статей. Также в инари-саамской Википедии зарегистрировано 5398 участников, из них 31 совершили какое-либо действие за последние 30 дней, а 5 участников имеют статус администраторов. Общее число правок составляет 125 318.
Глубина раздела на текущий момент составляет 49,6 единиц.